# 荆湖北道宣慰司
荆湖北道宣慰司，元朝河南江北行省管辖。
元朝在中兴路置司，分管中兴路（治湖北省荆州市）、峡州路（治湖北省宜昌市）、安陆府（治湖北省钟祥市）、沔阳府（治湖北省仙桃市西南）、德安府（治湖北省安陆市）、荆门州（治今湖北省荆门市）。辖境在今湖北省西南。